# 歌川国長
歌川 国長（うたがわ くになが、生没年不詳）とは、江戸時代の浮世絵師。

## 来歴
渓斎英泉編の『無名翁随筆』によれば初代歌川豊国の門人。俗称は梅干之助（ほやのすけ）、一雲斎と号す。江戸の生まれで芝口三丁目（現在の新橋駅東口近く）に住み、のちに金六町（現在の銀座八丁目の辺り）に移った。「組上燈籠絵、或いは細かき細工物に組上げる錦絵」すなわち立版古の絵を得意とし、また「酒席に興を添へる事を能くす」とあり、幇間をしていた桜川善孝、甚幸といった人物とは一時の友人だったという。
作画期は享和から文化の頃にかけてで、作は黄表紙や合巻の挿絵、役者絵、美人画、名所の浮絵や外国の風景を残している。なかでも『七奇図説』（『虞初新志』第十九巻所収）に基づく世界の七不思議を描いた横大判の錦絵は、ロドス島の巨像を描いた歌川国虎の作と並んで異色である。『増訂浮世絵』は国長の作で6尺（約2m）に余る大美人を描いた絵があったと伝える。
国長の没年については『東京美術家墓所誌』（1936年刊行）に「文政十年（1827年）七月十八日」とあるが、文政11年に初代豊国追善のため建てられた豊国先生瘞筆之碑には国長の名が見え、この頃まで存命だった可能性があり定かではない。『浮世絵師伝』は文政12年に四十余歳で没したとするが、その根拠については示されていない。『無名翁随筆』は「文化ノ末ヨリ文政ニ歿ス、四十余」と記す。墓所は『東京美術家墓所誌』によれば築地円正寺で無縁塔に合祀、戒名は釈清順居士。

## 作品

### 版本挿絵
- 『匂ひ嚢』　洒落本　※塩屋艶二作、享和元年序
- 『敵討旭霜解』　黄表紙　※面徳斎夫成作、文化3年
- 『玉櫛笥二人奴』　黄表紙　※十返舎一九作、文化3年（1806年）刊行
- 『運輝長者之万燈』　合巻　※関亭伝笑作、文化10年
- 『恋女房讐討双六』　合巻　※姥尉輔作、刊行年不明

### 錦絵
- 「京町壱丁目若松屋内　緑木　かめし　いわみ」　大判錦絵　ボストン美術館所蔵
- 「京町壱丁目大もんじや内　一もと　せんかく　ばんき」　同上
- 「新吉原角町松葉屋内　代々とせ　はつね　こてう」　同上
- 「二世沢村田之助死絵」　大判錦絵　早稲田大学演劇博物館所蔵　※文化14年（1817年）
- 「新板阿蘭陀浮画 阨日多国尖形高台」　横大判錦絵5枚揃の内　※エジプトのピラミッドを描く。
- 「新板阿蘭陀浮画 亜細亜洲巴必鸞城」　横大判錦絵5枚揃の内　東京国立博物館所蔵　※バビロンの空中庭園。
- 「新板阿蘭陀浮画 亜細亜洲茅索禄王塋墓」　横大判錦絵5枚揃の内　※マウソロス霊廟。ただし描かれているのは『七奇図説』によればアルテミス神殿である。
- 「新板阿蘭陀浮画 欧邏巴洲石造供木星人形」　横大判錦絵5枚揃の内　ベルリン東洋美術館所蔵　※「木星人形」とはオリンピアのゼウス像のことだが、この絵の内容は「木星人形」ではない。
- 「新板阿蘭陀浮画 楽徳海嶋銅巨人像」　横大判錦絵5枚揃の内　ボストン美術館所蔵　※ロドス島の巨像。
- 「新板浮絵江戸名所八景　上野ノ晩鐘」　横大判錦絵揃物の内　東京都立図書館所蔵
- 「新板浮絵江戸名所八景　浅草観音奥山ノ落雁」　横大判錦絵揃物の内　ボストン美術館所蔵

### 肉筆画
- 「雪中美人図」　紙本着色　東京国立博物館所蔵
- 「美人立姿図」　絹本着色　ニューオータニ美術館所蔵
- 「菖蒲と武家奥方図」　紙本着色　奈良県立美術館所蔵
- 「椿と花魁図」　同上
- 「鮎釣る美人図」　同上
- 「美人舞姿図」　同上